# Albert Stroller
Albert Stroller, es un personaje ficticio de la serie de la serie televisión británica La movida, interpretado por el actor Robert Vaughn desde el inicio de la serie el 24 de febrero de 2004 el 17 de febrero de 2012.

## Biografía
Albert es el "el cordelero" del equipo, pues frecuentemente consigue las potenciales víctimas antes de entregarle el caso a otro miembro de la banda. De nacionalidad estadounidense, era antiguamente un vendedor de zapatos pero luego se convirtió en estafador. Stroller constituye la figura paterna y mentor del grupo, además de ser un hombre gentil y encantador. 
Albert es el mediador entre Michael Stone y Danny Blue, ya que es él quien tiene la mayor experiencia en todo el grupo. Sin embargo, Albert es un jugador compulsivo, lo cual a veces constituye una debilidad.